# Meghnad Saha

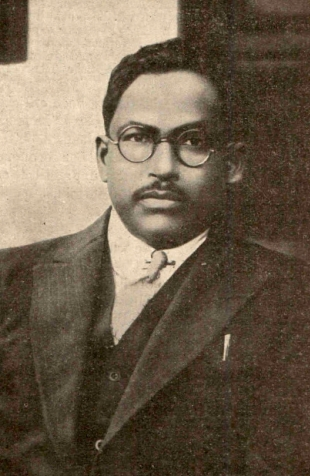
c. 1934

Meghnad Saha FRS (6 de outubro de 1893 - 16 de fevereiro de 1956) foi um astrofísico indiano que desenvolveu a equação de ionização de Saha, usada para descrever as condições químicas e físicas das estrelas. Seu trabalho permitiu aos astrônomos relacionar com precisão as classes espectrais de estrelas com suas temperaturas reais. Ele foi eleito para o Parlamento da Índia em 1952 de Calcutá.

## Carreira
O estudo de Saha sobre a ionização térmica de elementos levou-o a formular o que é conhecido como equação de ionização de Saha. Esta equação é uma das ferramentas básicas para interpretar os espectros das estrelas. Ao estudar os espectros das estrelas, pode-se encontrar sua temperatura e, usando a equação de Saha, determinar o estado de ionização dos elementos que compõem a estrela. Isso foi estendido por Ralph H. Fowler e Edward Arthur Milne. Saha já havia chegado à seguinte conclusão sobre o assunto:
Será admitido pelo que foi feito antes que a temperatura desempenha o papel principal na determinação da natureza do espectro estelar. Muita importância não deve ser dada aos números dados, pois a teoria é apenas uma primeira tentativa de estimar quantitativamente os processos físicos que ocorrem em altas temperaturas. Praticamente não temos dados de laboratório para nos guiar, mas os espectros estelares podem ser considerados como desdobrando para nós, em uma sequência ininterrupta, os processos físicos se sucedendo à medida que a temperatura varia continuamente de 3 000 K a 40 000 
Saha também inventou um instrumento para medir o peso e a pressão dos raios solares.

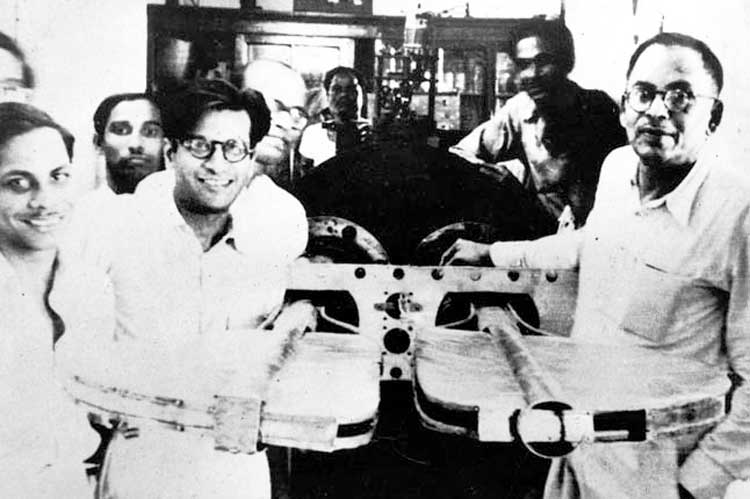
Meghnad Saha

Meghnad Saha ajudou a estabelecer várias instituições científicas, incluindo o Departamento de Física da Universidade de Allahabad nas Províncias Unidas (agora Uttar Pradesh) e o Instituto de Física Nuclear (agora Instituto Saha de Física Nuclear) em Calcutá. Ele fundou a revista Science and Culture e foi o editor até sua morte.  Ele foi a figura principal na organização de várias sociedades científicas, como a Academia Nacional de Ciências (1930), a Sociedade Indiana de Física (1934) e o Instituto Indiano de Ciências (1935). Ele foi o diretor da Associação Indiana para o Cultivo da Ciência de 1953 a 1956. O Instituto Saha de Física Nuclear, fundado em 1943 em Calcutá, leva seu nome.
Saha foi candidato pelo noroeste de Calcutá na eleição de Lok Sabha de 1951. Ele concorreu como membro da União dos Socialistas e Progressistas manteve sua independência do partido. Seu objetivo era melhorar o planejamento da educação, industrialização, saúde e desenvolvimento do vale do rio. Ele estava enfrentando Prabhu Dayal Himatsingka. Devido ao baixo financiamento para sua campanha, Saha escreveu ao editor de seu livro Treatise on Heat para pedir um adiantamento de ₹ 5 000. Ele foi eleito por uma margem de 16%.
 

Saha participou das áreas de educação, refugiados, reabilitação, energia atômica, projetos fluviais multiuso, controle de enchentes e planejamento de longo prazo. No livro Meghnad Saha no Parlamento, Saha é descrito como:
"Nunca criticar indevidamente ... direto, tão incisivo, tão minucioso em apontar lapsos que o banco do tesouro estava constantemente na defensiva. Isso é evidenciado pela maneira como ele foi acusado de deixar seu laboratório e se desviar para um território que não era o seu. Mas a razão pela qual ele estava lentamente se aproximando desse papel público (ele nunca foi um político no sentido correto do termo) era o abismo cada vez maior entre seu sonho e a realidade - entre sua visão de uma Índia industrializada e a implementação do plano pelo governo. 
Saha foi o arquiteto-chefe do planejamento fluvial na Índia e preparou o plano original para o Projeto do Vale de Damodar. Sua própria observação com relação à sua transição para projetos governamentais e assuntos políticos foi:
Os cientistas são frequentemente acusados de viver na "Torre de Marfim" e não perturbar sua mente com as realidades e, além de minha associação com movimentos políticos em meus anos juvenis, morei na torre de marfim até 1930. Mas a ciência e a tecnologia são tão importantes para a administração hoje em dia quanto a lei e a ordem. Aos poucos, entrei na política porque queria ser útil ao país à minha maneira humilde. 